# Santa Leocádia (Tabuaço)
Pour les articles homonymes, voir Santa Leocádia.
Santa Leocádia est une ancienne paroisse civile portugaise (en portugais : freguesia) de la municipalité de Tabuaço dans le district de Viseu.
La loi no 11-A/2013 du 28 janvier 2013, portant réorganisation administrative du territoire des freguesias, fusionne Santa Leocádia avec la paroisse voisine de Barcos pour former l’União das freguesias de Barcos e Santa Leocádia (dont le siège est à Barcos).